# Ummendorf (Sassonia-Anhalt)
Ummendorf è un comune tedesco di 950 abitanti situato nel land della Sassonia-Anhalt.